# از این باران بساز
از این باران بسازنام تک آهنگی است از خوانندهٔ دنس پاپ میشیگانی، کانتری آرگو به همراهی رپر کوبایی-آمریکایی پیتبول و جرمی گرینی است که در ۱۸ فوریه ۲۰۱۲ منتشر شده‌است. سبک این آهنگ دنس پاپ، موزیک و الکترونیک می‌باشد . توسط آدام چرینتون، جیورجینی گیوانباتیستا، آرماندو پرز و استفان سینگر نوشته شده‌است و وانی جیورجینی و استفان سینگر تهیه کنندگی شده‌است. آهنگی بی آلبوم است و اولین آهنگ کانتری آرگو می‌باشد . موزیک ویدئوی این ترانه توسط کلادیو زاگارینی کارگردانی شده‌است.